# Жипковщина
Жипко́вщина (рос. Жипковщина) — село у складі Читинського району Забайкальського краю, Росія. Входить до складу Новокукинського сільського поселення.

## Населення
Населення — 558 осіб (2010; 539 у 2002).
Національний склад (станом на 2002 рік):
- росіяни — 94 %